# Bill Vukovich
Bill Vukovich (n. 13 decembrie 1918 – 30 mai 1955) a fost un pilot de curse auto american care a evoluat în Campionatul Mondial de Formula 1 între anii 1951 și 1955.